# Кит Телер (списак и садржај епизода)
Прва епизода Кита Телера (Малог Ренџера) објављена је у ЛМС у #8 Пруга неће проћи, 1969. године. Стрип је једно време излазио паралелно у Златној серији (1970—1971) и Лунов магнус стрипу (од 1970 до краја едиције). Епизоде Малог ренџера објављене у Златној серији су изашле у бројевима 38, 40, 41, 50, 52, 54, 80, и 84. Кит се у потпуности ”сели” у Лунов магнус стрип 1971. године када у Златној серији почиње да се објављује Командант Марк (ЗС-85).

### Poslednja epizoda
Последња нацртана епизода Малог Ренџера објављена је у Италији 1985. год. У ЛМС је објављена 1986. год у ЛМС-691 Тврђава у пламену. Након тога (1986-1991) су у ЛМС премијерно приказане неке од првих епизода Кит Телера, као и неке које су већ објављивае на самом почетку едиције. Касније, када је серијал завршен, направљене су још две посебне епизоде: Повратак ренџера (1992) и Чаробњак Золтан (2006). Лунов магнус стрип је тада већ престао да излази, те ове епизоде нису никада објављене у Србији.

### Format i originalni redosled epizoda
U Italiji je Mali rendžer najpre izlazio u kaiš formatu (striscia format) sve do epizode Old Nik iz 1968. godine. Potom je prešao na B5 format. Prethodne epizode su potom reformatizovane u B5 formatu. LMS nije uvek pratio originalni redosled epizoda, a neke su preskočene.

## Povratak LMS i Malog rendžera na kioske
Od 2. juna 2022, izdavačka kuća Golkonda počela je ponovo da objavljuje Lunov magnus strip od #999, gde je edicija stala 1993. godine. Već u #1000 bio je objavlje epizoda Malog rendžera Crni zmaj, epizode koja je preskočena zbog nacističkih obeležja koje se u njoj pojavljuju.

## Epizode objavljene u Lunov magnus stripu
Brojevi ispred naslova predstavljaju redni broj sveske Lunov magnus stripa.

### 1969.
008. Пруга неће проћи
013. Ритуал смрти

### 1971.
020. Господар муње
025. Пуцањ из заседе
031. Банда Браће Мрака

### 1972
51. Banda maskiranih
52. Zeleni pakao
54. Čovek sa poternice
56. Očajnički poduhvat
63. Neuhvatljivi Morti Blek
64. Šifra K-S-B 964

### 1973
67. Sivi Vuk
68. Gvozdena disciplina
69. Frenkijev vatromet
74. Jezik Čirokija
75. Maskirani zaštitnik
76. Napušteni rudnik
87. Zub Vakande
88. Trn u oku
89. Indijanski napitak
90. Crna Munja

### 1974
91. Glas doline
92. Leteći zmaj
101. Dolina bivola
102. Pucanj kroz noć
103. Lažno ogledalo
104. Ponovo živ
106. Zloslutni glas
108. Maskirani eskadron
110. Dani uzbuđenja
112. Vodopad smrti
113. Potomci Maja
117. Bivolja glava
118. Dimni signali
121. Ratni plen
122. Nepobedivi Frenki
125. Unapređenje za hrabrost
126. Povratak junaka
130. Pećina smrti

### 1975.
131. Копачи злата
134. Уклета земља
135. У вучјој јзбини
138. Трагом дилижанси
139. Црна стрела
142. Злогласна петорка
143. Кобна колиба
146. Ноћни коњаници
147. Тврђава дон Морантеа
150. Шериф се предаје
151. Манитуово око
154. Закон линча
155. Олд Ник
158. Саркофаг у шпиљи
159. Румени извор
162. Битка за пругу
163. Неустрашиви Гого
166. Кларета је киднапована
167. Црна сенка
170. Мађионичар Џо
171. Трубадур из Оклахоме
174. Каплар Френки
175. Поверљиво писмо
178. Зачарана долина
179. Мали бегунци

### 1976
182.  Авантура у Мексику
183.  Велики Гром
186.  Млади Месец
187.  Китов тријумф
190.  Данхевнови наследници
191.  Тајанствени замак
194.  Бродолом
195.  Спасоносна ватра
198.  Долина страха
199.  Четворо смелих
202.  Тренутак истине
203.  Извор Kинк-хоо
206.  Окрутна Пенелопа
207.  Спас из катакомбе
210.  Узбуна у Катриџу
211.  Близанци
214.  Господарица мрака
215.  Ноћ пуних месеца
218.  Човек са плаштом
219.  Обрачун у воденици
222.  Дугин водопад
223.  Подвиг Верног Ножа
226.  Урлик којота
227.  Прерија зове
230.  Лажни дијаманти
231.  Агавин цвет
234.  Кит је нестао

### 1977.
235. Mrtvi kanjon
238. U srcu džungle
239. Mesečev kamen
242. Paukova mreža
243. Hacijenda hrabrih
246. Kuća na granici
247. Agent 0-3
250. Ljubimac Krik
251. Fakir Sumabatra
254. Izgubljena dolina
255. Tajna jezera Bjukena
258. Četiri begunca
259. Pregršt pepela
262. До виђења, Тексасе
263. Ренџер у Њујорку
266. Litica dinosaurusa
267. U močvari
270. Lozinka Maraton
271. Rajanovo srce
274. Prepad u Kervilu
275. Skrovište Vo-ha-ma-to
278. Pobuna na Vankuveru
279. Frenkijeva pesnica
282. Загонетна лула
283. Ледени једрењак
286. Kobni susret

### 1978.
287. Iza maske
290. Pitoma zver
291. Mali vrač
294. Kit Teler: Zlato Apača
295. 1000 и једна клопка
298. Leteći Holanđanin
299. Operacija Sudar
302: Двобој у подне
303: Гвоздени човек
306: Зачарано благо
307: Језеро светлости
310. Krstarenje
311. Острво делфина
314 Zaseda u kanjonu
315. Biser iz Oklahome
318. Pakleni izazov
319. Zlatna groznica
322. Којоти не оклевају
323. Планина очаја
326. Nevidljiva barijera
327. Putovanje u praistoriju
330. Bela Indijanka
331. Hitac u metu
334. Klan Vokera
335. Lavlji kavez
338. Neuhvatljivi Merdok

### 1979.
339. Slepi kolosek
342. Sestre Babit
343. Otrovnica Mohabiti
346. Dolina straha
347. Gospodar noći
350. Закон копља
351. Под ужареним сунцем
351. Последње злодело
355. Nepogrešivi strelac
356. Brži od kuršuma
359. El Tornado
360. Vrač u nemilosti
361. Agent čini grešku
364. Napuštena reka
365. Maska mržnje
366. Ozloglašeni Derbi
372. Ukroćeni tigar
373. Suludi Sigram
378. Pobesneli bizoni
379. Zavera silnika
385. Ledeni ratnik
386. Blago vikinga

### 1980.
391. Инвазија кондора
392. Писта смрти
399.  Zmijska jama
400.  Čovek bez lica
403.  Ukleti rudnik
404.  Račun bez rendžera
407.  Tri zmije
408.  Tajanstveni zaštitnik
411.  Zemljotres
412.  Plamena oluja
419.  Operacija teror
420.  Leteći stražari
426.  Rasrđeni indijanac
427.  Šume umiru
431.  Belo Pero
432.  Kitov obračun
436.  Tajna dolina
437.  Gospodar zvezda
438.  Neranjivi Forest
442.  Blago faraona

### 1981
443. Horemhebova mumija
447. Pakleni plan
448. Zelena kuga
452. Rio Grande
453. Velika izdaja
457. Živi pesak
458. Pobratim Kajova
463. Kubaj Kan
464. Zatočenici Kubaj Kana
469. Put Sijuksa
470. Medveđa Kandža
474. Zlatni totem
475. Krik u noći
479. Mali Los
480. Čarobnjak Frenki
484. Velika trka
485. Markus

### 1982
490. Dezmondova noć
491. Mračne sile
496. Zlatni tovar
497. Čarobnjak iz arka
498. Sahrana za Frenkija
503. Blesak iz svemira
504. Teleskopulos
505. Poruka iz svemira
508. Kju-kluks-klan
509. Teror pod maskom
515. Jastreb na nišanu
516. Prerijska lisica
523. Banda Roki Hila
524. U utrobi zveri
525. Brat jastreba

### 1983
533. Ukleta magija
534. Sablasni ubica
540. Srebrni rog
541. Imperator
549. Crnobradi
550. Brodolomci
551. Na dnu mora
562. Tajfun nad Orlandom
563. Zmije gamižu
564. Ludačka mržnja
573. Mag Kevantaka
574. Bes Vudoga

### 1984
580. Teror u dolini
581. Uzbuna u dvorcu
590. Otmica devojke
591. Utvara
592. Strašna tajna
599. Nož mržnje
600. Rozarijina osveta
606. Tata Frenki
613. Avet dinosaurusa
614. Vodeno čudo
619. Buntovnik
620. Vrelo olovo

### 1985
626. Džek Utamanitelj
627 Dvoboj
633. Crna magija
634. Snage zla
643. Utvare
644. Dvojnik
650. Avanturisti
651. Kitova greška
658. Na crnom spisku
659. Spletkaroš

### 1986
668. Krv na snegu
669. Meskalerosi
675. Nemirna granica
676. Dinamit grom
684. Tvrđava srama
685. Mamac za neprijatelja
690. Gvozdeni obruč
691. Tvrđava u plamenu
697. Lažni žig
699. Sinu za ljubav
705. Čovek senka
711. Sablasni jahač

### 2022
1000. Crni zmaj (21.06.2022)
1004. Lice ubice (13.9.2022)
1008. Poslednja uloga (6.12.2022)

### 2023
1016. Leteći Holanđanin (23.05.2023)
1017. Tunel smrti (23.06.2023)
1023. Odredište Tuson (17.10.2023)

### 2024
1027. Legija neranjivih (9.1.2024)
1036. Neverovatan dvoboj (8.6.2024)
1040. Začarana planina (28.10.2024)